# HV Meerssen
HV Meerssen is een Nederlandse hockeyclub uit de Limburgse plaats Bunde, gemeente Meerssen.
De club werd opgericht op 20 januari 1983 en speelt op Sportpark Heiveld waar ook VV Bunde en Golf Club Meerssen zijn gevestigd. Het eerste heren- en damesteam komen in het seizoen 2012/13 respectievelijk uit in de Tweede klasse en Derde klasse van de KNHB.